# Roiul deschis al lui Ptolemeu
Roiul deschis al lui Ptolemeu (Messier 7 sau M7) este un obiect ceresc descoperit de Ptolemeu în anul 130. Este un roi deschis, situat în constelația Scorpionul, și a fost integrat de către astronomul Charles Messier, în catalogul său, în 1764. 

## Caracteristici
Roiul este situat la 300 pc de Sistemul nostru Solar, prin urmare este unul dintre cele mai aproape. Stelele sale (peste o sută) sunt albastre, cele mai multe, și individual luminoase (magnitudine de 5,6 pentru cea mai strălucitoare), dar împreună dau un roi de o magnitudine globală de 3,3. Diametrul roiului este 20 ani-lumină, iar vârsta roiului este estimată la 220 de milioane de ani.

## Observare
În condiții bune, roiul este vizibil cu ochiul liber. Cu un binoclu se începe să se rezolve în stele, iar o lunetă astronomică sau un telescop de amator permit să se observe vreo treizeci de stele. Totuși pentru a păstra o vedere frumoasă a roiului, este preferabil ca acesta să apară condensat și să se utilizeze un grosisment slab.